# EPrix de Puebla 2021

L'ePrix de Puebla 2021, disputé les 19 et 20 juin 2021 sur l'Autodrome Miguel E. Abed, sont les 77e et 78e manches de l'histoire de la Formule E. Il s'agit de la première et de la deuxième édition de l'ePrix de Puebla comptant pour le championnat de Formule E et les huitième et neuvième manche du championnat du monde 2020-2021.  

## Première manche
GP précédent GP suivant

### Essais Libres

#### Première séance
Temps réalisés par les six premiers de la première séance d'essais libres
| Pos. | Pilote                 | Voiture                   | Chorno         | Écart     |
| ---- | ---------------------- | ------------------------- | -------------- | --------- |
| 1    | Oliver Rowland         | Nissan eDams              | 1 min 24 s 314 |           |
| 2    | Pascal Wehrlein        | Porsche                   | 1 min 24 s 400 | + 0 s 086 |
| 3    | António Félix da Costa | DS Techeetah              | 1 min 24 s 734 | + 0 s 420 |
| 4    | Edoardo Mortara        | ROKiT Venturi-Mercedes    | 1 min 24 s 859 | + 0 s 545 |
| 5    | Jake Dennis            | BMW i Andretti Motorsport | 1 min 24 s 920 | + 0 s 606 |
| 6    | Mitch Evans            | Jaguar                    | 1 min 24 s 944 | + 0 s 630 |

#### Deuxième séance
Temps réalisés par les six premiers de la deuxième séance d'essais libres
| Pos. | Pilote                 | Voiture                | Chorno         | Écart     |
| ---- | ---------------------- | ---------------------- | -------------- | --------- |
| 1    | Oliver Rowland         | Nissan eDams           | 1 min 22 s 861 |           |
| 2    | António Félix da Costa | DS Techeetah           | 1 min 23 s 129 | + 0 s 268 |
| 3    | Jean-Éric Vergne       | DS Techeetah           | 1 min 23 s 299 | + 0 s 438 |
| 4    | Alex Lynn              | Mahindra               | 1 min 23 s 465 | + 0 s 604 |
| 5    | Edoardo Mortara        | ROKiT Venturi-Mercedes | 1 min 23 s 513 | + 0 s 652 |
| 6    | Nyck de Vries          | Mercedes               | 1 min 23 s 523 | + 0 s 662 |

### Qualifications
Résultats des qualifications de la première manche,,
| Pos. | Pilote                 | Écurie                    | Groupe de qualification | Super Pole     | Grille |
| ---- | ---------------------- | ------------------------- | ----------------------- | -------------- | ------ |
| 1    | Pascal Wehrlein        | Porsche                   | 1 min 23 s 505          | 1 min 23 s 780 | 1      |
| 2    | Oliver Rowland         | Nissan eDams              | 1 min 23 s 808          | 1 min 23 s 838 | 2      |
| 3    | Jake Dennis            | BMW i Andretti Motorsport | 1 min 23 s 886          | 1 min 23 s 879 | 3      |
| 4    | Jean-Éric Vergne       | DS Techeetah              | 1 min 23 s 996          | 1 min 24 s 282 | 4      |
| 5    | Maximilian Günther     | BMW i Andretti Motorsport | 1 min 24 s 072          | 1 min 25 s 095 | 5      |
| 6    | Edoardo Mortara        | ROKiT Venturi-Mercedes    | 1 min 24 s 286          | 1 min 27 s 217 | 6      |
| 7    | Alexander Sims         | Mahindra                  | 1 min 24 s 425          |                | 7      |
| 8    | Lucas di Grassi        | Audi                      | 1 min 24 s 489          |                | 8      |
| 9    | Sérgio Sette Câmara    | Dragon-Penske             | 1 min 24 s 706          |                | 9      |
| 10   | René Rast              | Audi                      | 1 min 24 s 818          |                | 10     |
| 11   | André Lotterer         | Porsche                   | 1 min 24 s 832          |                | 11     |
| 12   | António Félix da Costa | DS Techeetah              | 1 min 24 s 881          |                | 12     |
| 13   | Mitch Evans            | Jaguar                    | 1 min 24 s 934          |                | 13     |
| 14   | Joel Eriksson          | Dragon-Penske             | 1 min 24 s 992          |                | 14     |
| 15   | Nick Cassidy           | Virgin-Audi               | 1 min 25 s 352          |                | 15     |
| 16   | Nyck de Vries          | Mercedes                  | 1 min 25 s 387          |                | 16     |
| 17   | Oliver Turvey          | NIO 333                   | 1 min 25 s 404          |                | 17     |
| 18   | Alex Lynn              | Mahindra                  | 1 min 25 s 593          |                | 18     |
| 19   | Norman Nato            | ROKiT Venturi-Mercedes    | 1 min 25 s 730          |                | 19     |
| 20   | Sam Bird               | Jaguar                    | 1 min 25 s 788          |                | 20     |
| 21   | Sébastien Buemi        | Nissan eDams              | 1 min 25 s 809          |                | 21     |
| 22   | Robin Frijns           | Virgin-Audi               | 1 min 26 s 146          |                | 22     |
| 23   | Stoffel Vandoorne      | Mercedes                  | 1 min 26 s 413          |                | 23     |
| 24   | Tom Blomqvist          | NIO 333                   | 1 min 30 s 568          |                | 24     |

### Course

#### Classement
Classement de la première course
| Pos. | no | Pilote                 | Écurie                    | Tours | Temps/Abandon                     | Grille | Points |
| ---- | -- | ---------------------- | ------------------------- | ----- | --------------------------------- | ------ | ------ |
| 1    | 11 | Lucas di Grassi        | Audi                      | 28    | 47 min 40 s 772                   | 8      | 25     |
| 2    | 33 | René Rast              | Audi                      | 28    | + 0 s 497                         | 10     | 19     |
| 3    | 48 | Edoardo Mortara        | ROKiT Venturi-Mercedes    | 28    | + 2 s 774                         | 6      | 15     |
| 4    | 29 | Alexander Sims         | Mahindra                  | 28    | + 10 s 443                        | 7      | 12     |
| 5    | 27 | Jake Dennis            | BMW i Andretti Motorsport | 28    | + 11 s 473                        | 3      | 10     |
| 6    | 13 | António Félix da Costa | DS Techeetah              | 28    | + 11 s 624                        | 12     | 8      |
| 7    | 5  | Stoffel Vandoorne      | Mercedes                  | 28    | + 12 s 022                        | 23     | 6      |
| 8    | 20 | Mitch Evans            | Jaguar                    | 28    | + 12 s 351                        | 13     | 4      |
| 9    | 17 | Nyck de Vries          | Mercedes                  | 28    | + 12 s 936                        | 16     | 2      |
| 10   | 94 | Alex Lynn              | Mahindra                  | 28    | + 13 s 154                        | 18     | 1      |
| 11   | 8  | Oliver Turvey          | NIO 333                   | 28    | + 14 s 548                        | 17     |        |
| 12   | 28 | Maximilian Günther     | BMW i Andretti Motorsport | 28    | + 15 s 257                        | 5      |        |
| 13   | 88 | Tom Blomqvist          | NIO 333                   | 28    | + 15 s 442                        | 24     |        |
| 14   | 71 | Norman Nato            | ROKiT Venturi-Mercedes    | 28    | + 15 s 756                        | 19     |        |
| 15   | 7  | Sérgio Sette Câmara    | Dragon-Penske             | 28    | + 16 s 971                        | 9      |        |
| 16   | 4  | Robin Frijns           | Virgin-Audi               | 28    | + 17 s 942                        | 22     |        |
| 17   | 6  | Joel Eriksson          | Dragon-Penske             | 28    | + 18 s 285                        | 14     |        |
| Abd. | 10 | Sam Bird               | Jaguar                    | 15    | Abandon                           | 21     |        |
| Abd. | 25 | Jean-Éric Vergne       | DS Techeetah              | 12    | Abandon                           | 4      |        |
| Abd. | 37 | Nick Cassidy           | Virgin-Audi               | 0     | Abandon                           | 15     |        |
| Dsq. | 99 | Pascal Wehrlein        | Porsche                   | 28    | Mauvaise enregistrement des pneus | 1      | 4      |
| Dsq. | 36 | André Lotterer         | Porsche                   | 28    | Mauvaise enregistrement des pneus | 11     |        |
| Dsq. | 23 | Sébastien Buemi        | Nissan eDams              | 28    | Disqualifié                       | 21     |        |
| Dsq. | 22 | Oliver Rowland         | Nissan eDams              | 24    | Disqualifié                       | 2      |        |

António Félix da Costa, Stoffel Vandoorne, Nyck de Vries, Sam Bird et Lucas di Grassi ont été désignés par un vote en ligne pour obtenir le fanboost, qui leur permet de bénéficier de 25 kW supplémentaires pendant cinq secondes lors de la deuxième moitié de la course.

#### Pole Position et record du tour
La pole position et le meilleur tour en course rapportent respectivement 3 points et 1 point.
- Pole Position:  Pascal Wehrlein en 1 min 23 s 780
- Meilleur tour en course:  Oliver Rowland en 1 min 25 s 172. Puisqu'il termine en dehors du top 10, le point du meilleur tour revient à René Rast.

#### Tours en tête
- Pascal Wehrlein (Porsche) 25 tours (1-4 ; 8-28)
- Maximilian Günther (BMW i Andretti) 3 tours (5-7)

## Deuxième Manche
GP précédent GP suivant

### Essais Libres
| Pos. | Pilote           | Voiture                | Chorno         | Écart     |
| ---- | ---------------- | ---------------------- | -------------- | --------- |
| 1    | Nyck de Vries    | Mercedes               | 1 min 21 s 492 |           |
| 2    | Jean-Éric Vergne | DS Techeetah           | 1 min 21 s 633 | + 0 s 141 |
| 3    | Oliver Rowland   | Nissan eDams           | 1 min 21 s 870 | + 0 s 378 |
| 4    | Nick Cassidy     | Virgin-Audi            | 1 min 21 s 964 | + 0 s 472 |
| 5    | Mitch Evans      | Jaguar                 | 1 min 22 s 008 | + 0 s 516 |
| 6    | Edoardo Mortara  | ROKiT Venturi-Mercedes | 1 min 22 s 077 | + 0 s 585 |

### Qualifications
| Pos. | Pilote                 | Écurie                    | Groupe de qualification | Super Pole     | Grille |
| ---- | ---------------------- | ------------------------- | ----------------------- | -------------- | ------ |
| 1    | Oliver Rowland         | Nissan eDams              | 1 min 23 s 052          | 1 min 23 s 579 | 1      |
| 2    | Pascal Wehrlein        | Porsche                   | 1 min 23 s 227          | 1 min 23 s 771 | 2      |
| 3    | Edoardo Mortara        | ROKiT Venturi-Mercedes    | 1 min 23 s 235          | 1 min 23 s 886 | 3      |
| 4    | Jean-Éric Vergne       | DS Techeetah              | 1 min 23 s 204          | 1 min 23 s 950 | 4      |
| 5    | Jake Dennis            | BMW i Andretti Motorsport | 1 min 22 s 816          | 1 min 24 s 154 | 5      |
| 6    | Alex Lynn              | Mahindra                  | 1 min 23 s 212          | Pas de Temps   | 6      |
| 7    | Sébastien Buemi        | Nissan eDams              | 1 min 23 s 455          |                | 7      |
| 8    | Nick Cassidy           | Virgin-Audi               | 1 min 23 s 499          |                | 8      |
| 9    | Tom Blomqvist          | NIO 333                   | 1 min 23 s 583          |                | 9      |
| 10   | André Lotterer         | Porsche                   | 1 min 23 s 636          |                | 10     |
| 11   | Maximilian Günther     | BMW i Andretti Motorsport | 1 min 23 s 640          |                | 11     |
| 12   | Norman Nato            | ROKiT Venturi-Mercedes    | 1 min 23 s 789          |                | 12     |
| 13   | Lucas di Grassi        | Audi                      | 1 min 23 s 984          |                | 13     |
| 14   | Alexander Sims         | Mahindra                  | 1 min 24 s 179          |                | 14     |
| 15   | Sam Bird               | Jaguar                    | 1 min 24 s 292          |                | 15     |
| 16   | Sérgio Sette Câmara    | Dragon-Penske             | 1 min 24 s 445          |                | 16     |
| 17   | Stoffel Vandoorne      | Mercedes                  | 1 min 24 s 736          |                | 17     |
| 18   | Mitch Evans            | Jaguar                    | 1 min 24 s 756          |                | 18     |
| 19   | Nyck de Vries          | Mercedes                  | 1 min 24 s 811          |                | 19     |
| 20   | Oliver Turvey          | NIO 333                   | 1 min 24 s 840          |                | 20     |
| 21   | Robin Frijns           | Virgin-Audi               | 1 min 24 s 907          |                | 21     |
| 22   | António Félix da Costa | DS Techeetah              | 1 min 24 s 911          |                | 22     |
| 23   | Joel Eriksson          | Dragon-Penske             | 1 min 25 s 203          |                | 23     |
| 24   | René Rast              | Audi                      | Pas de Temps            |                | 24     |

### Course

#### Classement
Classement de la deuxième course
| Pos. | no | Pilote                 | Écurie                    | Tours | Temps/Abandon                    | Grille | Points |
| ---- | -- | ---------------------- | ------------------------- | ----- | -------------------------------- | ------ | ------ |
| 1    | 48 | Edoardo Mortara        | ROKiT Venturi-Mercedes    | 32    | 46 min 41 s 685                  | 3      | 25     |
| 2    | 37 | Nick Cassidy           | Virgin-Audi               | 32    | + 4 s 169                        | 8      | 18     |
| 3    | 22 | Oliver Rowland         | Nissan eDams              | 32    | + 6 s 912                        | 1      | 18     |
| 4    | 99 | Pascal Wehrlein        | Porsche                   | 32    | + 7 s 296 (Dont 5 s de pénalité) | 2      | 12     |
| 5    | 27 | Jake Dennis            | BMW i Andretti Motorsport | 32    | + 9 s 986                        | 5      | 11     |
| 6    | 94 | Alex Lynn              | Mahindra                  | 32    | + 10 s 630                       | 6      | 8      |
| 7    | 28 | Maximilian Günther     | BMW i Andretti Motorsport | 32    | + 10 s 968                       | 11     | 6      |
| 8    | 25 | Jean-Éric Vergne       | DS Techeetah              | 32    | + 21 s 111                       | 4      | 4      |
| 9    | 20 | Mitch Evans            | Jaguar                    | 32    | + 21 s 261                       | 18     | 2      |
| 10   | 33 | René Rast              | Audi                      | 32    | + 21 s 896                       | 24     | 2      |
| 11   | 4  | Robin Frijns           | Virgin-Audi               | 32    | + 22 s 216                       | 21     |        |
| 12   | 10 | Sam Bird               | Jaguar                    | 32    | + 27 s 945                       | 15     |        |
| 13   | 5  | Stoffel Vandoorne      | Mercedes                  | 32    | + 28 s 578                       | 17     |        |
| 14   | 23 | Sébastien Buemi        | Nissan eDams              | 32    | + 35 s 720                       | 7      |        |
| 15   | 6  | Joel Eriksson          | Dragon-Penske             | 32    | + 41 s 027                       | 23     |        |
| 16   | 7  | Sérgio Sette Câmara    | Dragon-Penske             | 32    | + 41 s 029                       | 16     |        |
| 17   | 36 | André Lotterer         | Porsche                   | 32    | + 46 s 250                       | 10     |        |
| 18   | 11 | Lucas di Grassi        | Audi                      | 32    | + 1 min 26 s 473                 | 13     |        |
| Abd. | 88 | Tom Blomqvist          | NIO 333                   | 29    | Abandon                          | 9      |        |
| Abd. | 13 | António Félix da Costa | DS Techeetah              | 25    | Abandon                          | 22     |        |
| Abd. | 29 | Alexander Sims         | Mahindra                  | 21    | Abandon                          | 14     |        |
| Abd. | 8  | Oliver Turvey          | NIO 333                   | 16    | Abandon                          | 20     |        |
| Abd. | 71 | Norman Nato            | ROKiT Venturi-Mercedes    | 12    | Abandon                          | 12     |        |
| Abd. | 17 | Nyck de Vries          | Mercedes                  | 8     | Abandon                          | 19     |        |

António Félix da Costa, Stoffel Vandoorne, Nyck de Vries, Pascal Wehrlein et  Lucas di Grassi ont été désignés par un vote en ligne pour obtenir le fanboost, qui leur permet de bénéficier de 25 kW supplémentaires pendant cinq secondes lors de la deuxième moitié de la course.

#### Pole Position et record du tour
La pole position et le meilleur tour en course rapportent respectivement 3 points et 1 point.
- Pole Position:  Oliver Rowland (Nissan eDams) en 1 min 23 s 579
- Meilleur tour en course:  René Rast (Audi) en 1 min 25 s 370. Puisqu'il termine dans le top 10, il récupère aussi le point du meilleur tour.

#### Tours en tête
- Edoardo Mortara (ROKiT Venturi Racing) 27 tours (5-6 ; 8-32)
- Oliver Rowland (Nissan eDams) 4 tours (1-4)
- Pascal Wehrlein (Porsche)  1 tour (7)

## Classement généraux à l'issue de l'ePrix de Puebla
| Pos. | Pilote                 | Points |
| ---- | ---------------------- | ------ |
| 1    | Edoardo Mortara        | 72     |
| 2    | Robin Frijns           | 62     |
| 3    | António Félix da Costa | 60     |
| 4    | René Rast              | 60     |
| 5    | Mitch Evans            | 60     |
| 6    | Nyck de Vries          | 59     |
| 7    | Stoffel Vandoorne      | 54     |
| 8    | Jake Dennis            | 54     |
| 9    | Oliver Rowland         | 53     |
| 10   | Jean-Éric Vergne       | 50     |
| 11   | Sam Bird               | 49     |
| 12   | Pascal Wehrlein        | 48     |
| 13   | Lucas di Grassi        | 39     |
| 14   | Nick Cassidy           | 37     |
| 15   | Alexander Sims         | 36     |
| 16   | Alex Lynn              | 36     |
| 17   | Nico Muller            | 30     |
| 18   | Maximilian Günther     | 28     |
| 19   | André Lotterer         | 18     |
| 20   | Oliver Turvey          | 13     |
| 21   | Sérgio Sette Câmara    | 12     |
| 22   | Sébastien Buemi        | 11     |
| 23   | Norman Nato            | 11     |
| 24   | Tom Blomqvist          | 5      |
| 25   | Joel Eriksson          | 0      |

| Pos. | Écurie                    | Points |
| ---- | ------------------------- | ------ |
| 1    | Mercedes                  | 111    |
| 2    | DS Techeetah              | 110    |
| 3    | Jaguar                    | 109    |
| 4    | Audi                      | 99     |
| 5    | Virgin-Audi               | 99     |
| 6    | ROKiT Venturi-Mercedes    | 83     |
| 7    | BMW i Andretti Motorsport | 82     |
| 8    | Mahindra                  | 72     |
| 9    | Porsche                   | 66     |
| 10   | Nissan eDams              | 64     |
| 11   | Dragon-Penske             | 42     |
| 12   | NIO 333                   | 18     |